# 冷中華

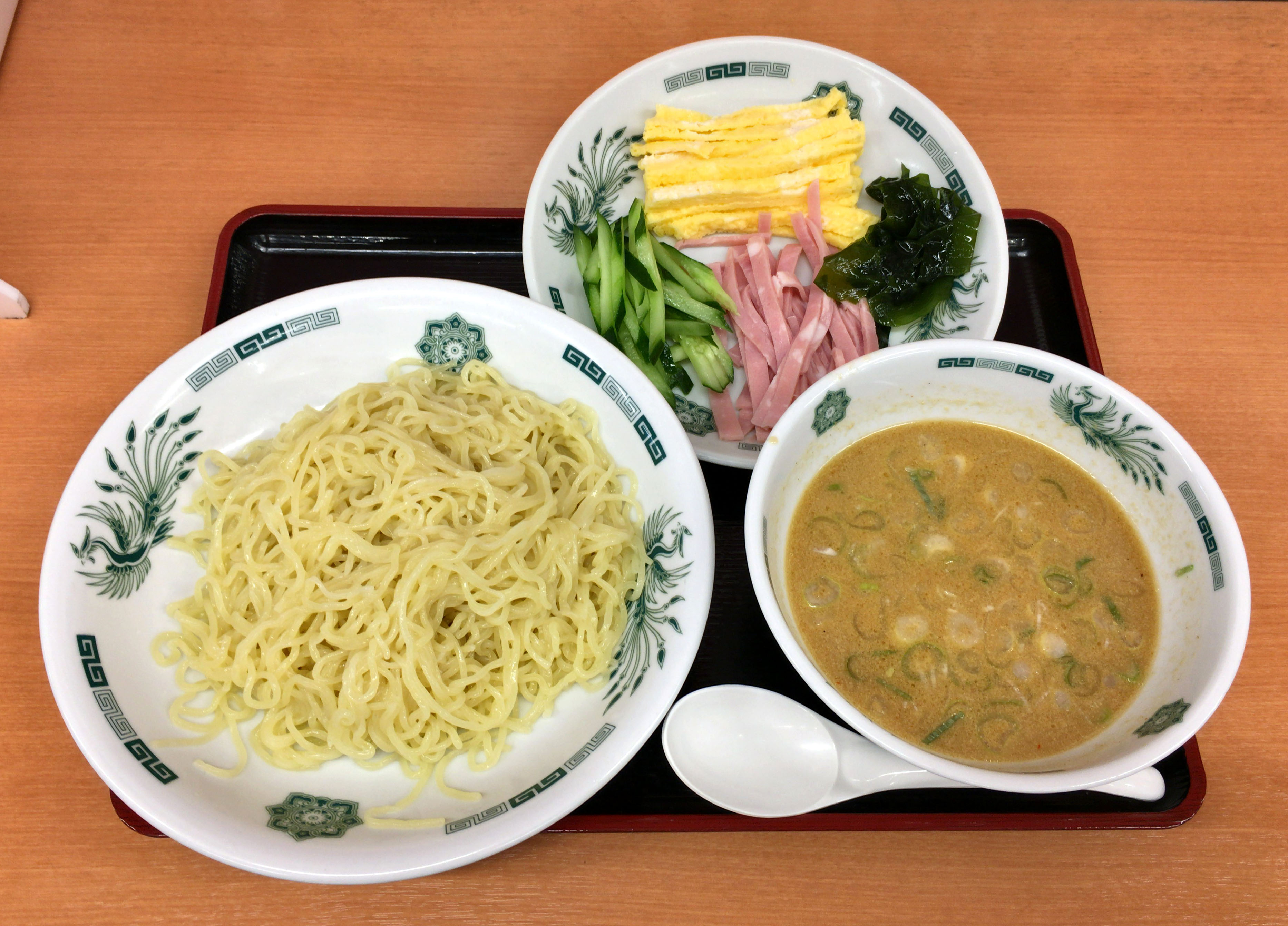
冷中華

冷中華（日语：／ hiyashi chūka）是一种日本麵條，當地人將日本拉面煮熟後撈出冷卻，食用冷麵條時會配上各种佐料。冷中華一般在夏天食用。配料一般有火腿、鸡肉以及叉燒、玉子烧、黄瓜、番茄、筍乾和紅薑絲。